# Diego Garay
Diego Héctor Garay (San Francisco, 13 de febrero de 1975) es un exfutbolista argentino. Aunque jugó en diversos clubes de Argentina, Francia, México y Ecuador, es considerado un jugador emblemático de Talleres de Córdoba.

## Trayectoria

### Argentina
Garay jugó en los clubes Estrella del Sur y La Florida de San Francisco hasta que, a los 14 años, fue reclutado por Newell's Old Boys de Rosario. Allí culminó su formación y pudo debutar como jugador profesional. Compartió plantel con Diego Maradona, al que le tocó sustituirlo en un par de partidos del Torneo Apertura 1993.
En 1995 se unió a Talleres de la Primera B Nacional. Se consagró campeón con el equipo en 1998, lo que le dio la oportunidad de volver a jugar en la Primera División de Argentina. Fue el cuarto máximo goleador del Torneo Apertura 1998, habiendo anotado 9 goles. 

### Francia
Fue transferido en 1999 al Racing Estrasburgo, que en ese entonces militaba en la Division 1 de Francia. Sin embargo en mayo de 2000 fue denunciado en Alemania por ingresar al país con un pasaporte falsificado. El club francés lo envió de regreso a Talleres, donde en abril de 2001 recibió una suspensión de FIFA de tres meses. Garay utilizaba un pasaporte italiano apócrifo, ya que afirmaba haber recibido la ciudadanía italiana por sus ancestros y ello le permitía jugar en países de la Unión Europea sin ocupar plaza de extranjero.

### México y Ecuador
Garay disputó el Apertura 2002 y el Clausura 2003 con el Querétaro. 
En el segundo semestre de 2003 se unió al Barcelona Sporting Club de la Serie A de Ecuador, pero retornó al fútbol mexicano de la mano del Irapuato, con el que disputó el Torneo Clausura 2004.
Tras la decisión de la Liga MX de reducir el número de equipos a 18, el Irapuato desapareció como club. Por ende Garay firmó un contrato con el Atlante en julio de 2004. En su nuevo club jugó hasta mediados de 2006, disputando 57 partidos en los que anotó 13 goles. 
Su última experiencia en tierras mexicanas fue como jugador del León, con el que jugó el Torneo Apertura 2006 de la Liga de Ascenso de México.

### Regreso a la Argentina
En enero de 2007 regresó a Talleres. Sólo jugó un semestre allí, ya que en el mes de septiembre se incorporó a Sportivo Belgrano, que a la sazón militaba en el Torneo Argentino B. Se retiró al año siguiente, afectado en su rendimiento físico por una lesión en sus rodillas. De todos modos en 2011 volvió a las canchas para actuar con Unión de Oncativo en la Liga Independiente de Fútbol.